# Land- und Stadtgericht Gilgenburg
Das Land- und Stadtgericht Gilgenburg war von 1831 bis 1849 ein preußisches Land- und Stadtgericht mit Sitz in Gilgenburg.

## Geschichte
Das Land- und Stadtgericht Gilgenburg wurde 1831 aus dem staatlichen Stadtgericht Gilgenburg und dem Erbhauptamt Gilgenburg gebildet, nachdem die Familie Finck von Finckenstein auf ihre Rechte aus dem Erbhauptamt verzichtet hatte. Es war ein Gericht 2. Klasse im Sprengel des Oberlandesgerichts Königsberg.
1837 umfasste der Gerichtsbezirk die Stadt Gilgenburg mit 1120 Gerichtseingesessenen und 14 Ortschaften mit 1951 Gerichtseingesessenen (zusammen also 3071 Gerichtseingesessene). Am Gericht waren ein Stadt- und Landrichter und zwei weitere Mitarbeiter beschäftigt.
Nach der Märzrevolution wurden 1849 einheitlich Kreisgerichte gebildet. In Gilgenburg wurde dabei die Gerichtskommission Gilgenburg des Kreisgerichts Wehlau geschaffen.